# Scribble Jam

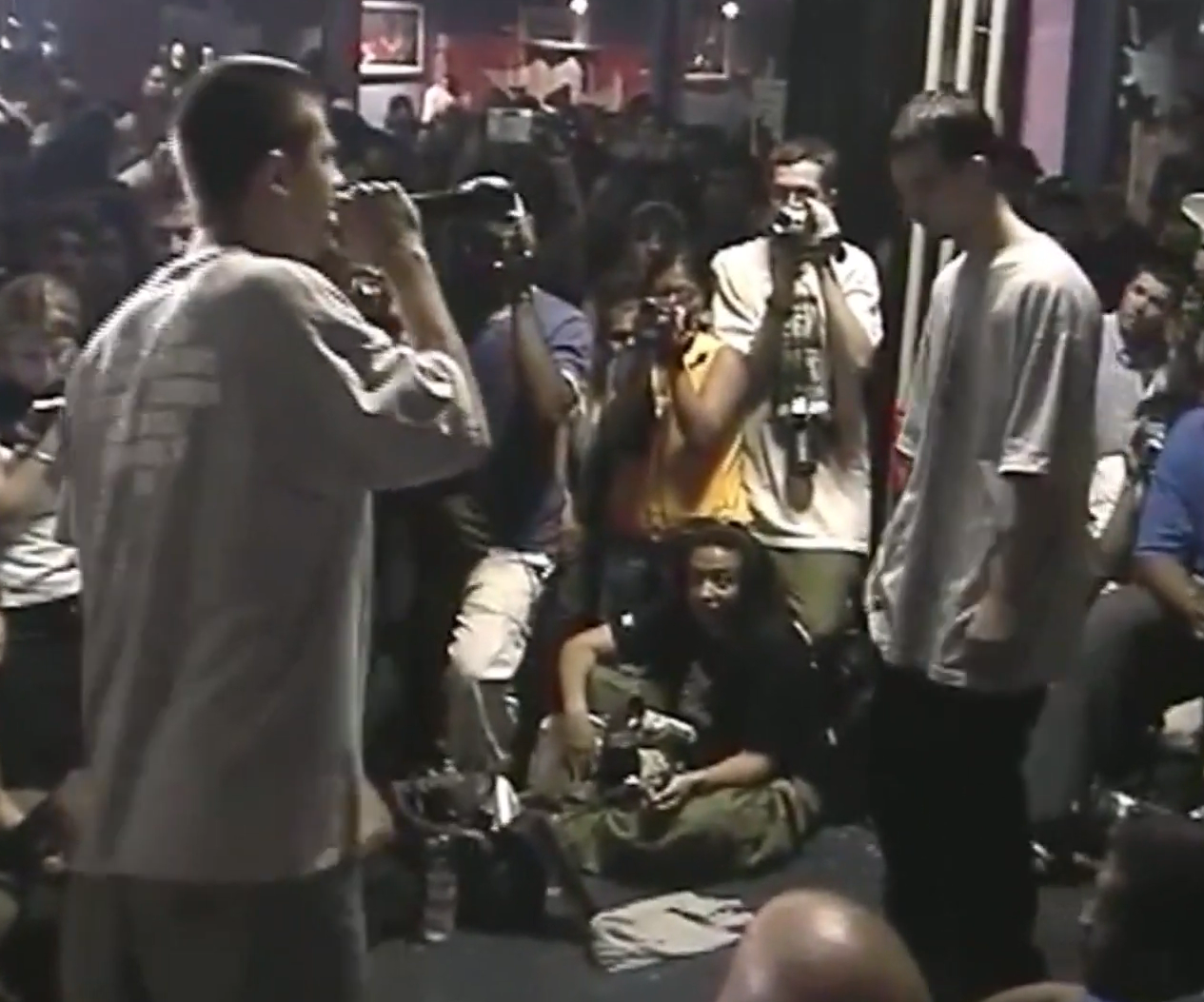
Eyedea rimando no Scribble Jam 1999.

Scribble Jam era um festival anual de Hip Hop realizado em Cincinnati, Ohio, EUA. Conhecido como o maior festival de hip hop da América, parecido com o Woodstock. O festival foi criado em 1996 por "Fat" Nick Accurso e Jason Brunson, fundadores da revista de graffiti Scribble, e o DJ Mr Dibbs, no estacionamento de uma boate local. O evento do ano seguinte se beneficiou de melhor publicidade e incluiu um evento de Batalha de Rap, DJ e breakdance pela primeira vez.
Em 2000, com a adição de novos parceiros Tony Heitz e Pase Rock, o festival cresceu consideravelmente em popularidade, com dezenas de milhares de fãs de hip hop lotando seus campos no início de agosto. O festival Scribble Jam chegou a atrair até 20.000 fãs. No início de abril de 2010, o organizador do Scribble Jam, Kevin Beacham, confirmou o encerramento do evento, citando problemas na economia e a dificuldade em garantir recursos para realizar o evento como motivos principais.
Durante a maior parte de sua existência, o Scribble Jam recusou patrocínios corporativos, o que a Accurso explicou como uma tentativa de impedir que o festival fosse dirigido por "aqueles que não entendem a verdadeira cultura Hip Hop", acrescentando que marketing ou promoção externa iriam "derrotar o propósito" do festival. Em 2003, entretanto, o festival começou a aceitar alguns patrocinadores corporativos, sendo que o evento daquele ano foi apoiado pela Toyota / Scion.

## História
O Scribble Jam tinha cinco competições, quatro das quais são projetadas para destacar os principais elementos da cultura hip hop. Eles incluem a competição de Batalha de Rap, a batalha de DJ ou competição de scratching, a batalha de B-boy ou competição de breakdance, a batalha dos grafiteiros ou competição de graffiti, e a competição de beatbox.
Historicamente, a competição mais popular é a modalidade de Batalha de Rap, embora todos os aspectos da cultura hip hop estejam bem representados. O festival expandiu suas competições iniciais de MC e B-boy de 1996 para incluir a competição de DJs em 1998. 
Em 2003, a competição de beatbox foi adicionada à programação. 
Nos últimos cinco anos do festival, uma competição de Beatmaker foi adicionada à programação do festival.
O festival Scribble Jam já teve participações na modalidade de Batalha de Rap de MCs como: Eminem, MC Juice, Eyedea, Slug, Adeem, Sage Francis, Brother Ali, entre outros.

## Vencedores

### Batalha de Rap
- 1996 - Vendetta
- 1997 - MC Juice
- 1998 - Adeem
- 1999 - Eyedea
- 2000 - Sage Francis
- 2001 - Adeem
- 2002 - Mac Lethal
- 2003 - Rhymefest
- 2004 - Illmaculate
- 2005 - Justice
- 2006 - The Saurus
- 2007 - Nocando
- 2008 - The Saurus

### Batalha de DJs
- 1998 - DJ Precyse
- 1999 - DJ Precyse
- 2000 - DJ Precyse
- 2001 - DJ Sprite
- 2002 - DJ Skwint
- 2003 - Skratch Bastid
- 2004 - Skratch Bastid
- 2005 - Spare Change
- 2006 - I-Dee
- 2007 - Skratch Bastid
- 2008 - DJ T-Lo

### Batalha de B-boys
- 1996 - Forrest Getemgump (individual)
- 1997 - Self-Explanatory
- 1998 - Phase II
- 1999 - Midwest Junkie Cats (grupo com os Junkwartz e os Battlecats)
- 2000 - Junkwartz
- 2001 - Motion Disorderz
- 2002 - Motion Disorderz
- 2003 - Motion Disorderz
- 2004 - Motion Disorderz
- 2005 - Brickheadz
- 2006 - Brickheadz
- 2007 - Motion Disorderz
- 2008 - Brickheadz

### Batalha de Beatbox
- 2003 - A Train
- 2004 - A Train
- 2005 - J.Beetz (de SICK.SOUND.SYNDROME)
- 2006 - DJ Snuggles
- 2007 - Poizunus
- 2008 - Scott Jackson

### Batalha de Beatmakers
- 2007 - X:144
- 2008 - Optiks

## Ligações Externas
- História do Scribble Jam